# 接觸電阻
接觸電阻簡稱ECR，是因為兩個表面不完整接觸，電流流過產生的電阻，也有可能是表面的薄膜或是氧化層所導致。接觸電阻會出現在電接點上，像是開關、連接器、斷路器或是量測設備上。接觸電阻一般很小（幾個毫歐姆到幾個微歐姆的大小）。
在高電流下，接觸電阻可能會產生顯著的電壓降，並且發熱。因為接觸電阻的效果會和導體的內阻疊加，因此若需要用到確切的電阻值，可能會因為接觸產生顯著的誤差。
接觸電阻會隨溫度變化，也會隨時間變化（一般是減少），這稱為是電阻潛變（resistance creep）。
接觸電阻也稱為介面電阻（interface resistance）、過渡電阻（transitional resistance）或修正項（correction term）。更通用的說法是雜散電阻（Parasitic resistance），其中接觸電阻可能是主要成份之一。
威廉·肖克利引入了injection電極中電位降的概念，說明漸近通道近似和實驗結果之間的誤差。

## 量測方式
接觸電阻相對較小，不容易量測，四端点测量技术量到的數值會比只用一個歐姆表的二端點測量技術要準。
- 二端點量測技術（配合歐姆計），在量測的導線上注入電流，其電位降包括接觸電阻的壓降，也包括探棒接觸點和導線的壓降。因此接觸阻抗和探棒接觸電阻、導線接觸電阻串聯，三者無法分離。
- 在四端點的量測中，用另外一組導線注入電流，因此不會引入導線和探棒的接觸電阻。

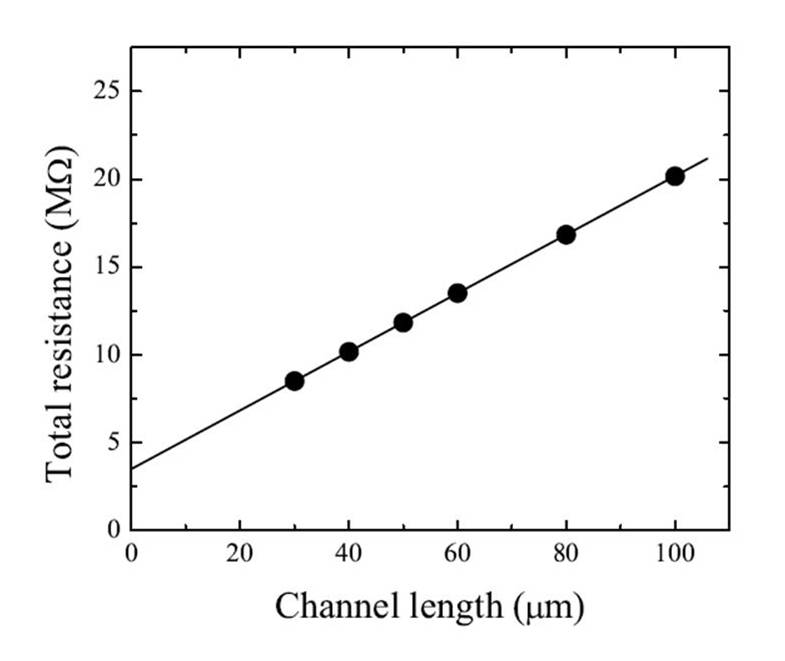
用傳輸線法所繪製的接觸電阻估計圖

可以將接觸面積相乘，得到特定的接觸阻抗。

## 機制
在給定物理和化學的材料性質後，會影響接觸電阻的參數主要和接觸面表面紋理和受力（接触力学）有關。金屬接觸點表面一般會有一層的氧化物，也會吸附水分子，因此讓電容型的接面出現較弱的接觸粗糙，電阻式的接觸則是強接觸粗糙，其中施加了壓力讓粗糙部份刺穿氧化層，形成金屬和金屬的接觸路徑。若接觸路徑夠小，和電阻的平均自由程相當或是小很多，會出現弹道输运現象，電子傳輸會用弹道傳導來描述。一般來說，隨著間，接觸面會越來越大，介面的接觸阻抗會變小，特別是弱接觸的表面，是透過感應焊接和介電層破壞而造成，這稱為電阻潛變（resistance creep）。在接觸電阻的機制評估時，需要考慮表面化學、接觸力學和電荷傳輸機制的耦合。

## 重要性
不良的接點是許多電氣設備失效或是性能不佳的原因。例如已被腐蝕的搭电启动夾可以讓車輛铅酸蓄电池電壓過低時的搭電啟動失敗。保險絲接點或其保險絲座上的髒污或腐蚀，會讓人誤以為保險絲已熔斷。在接觸電阻較大的情形下，夠大的電池就可能引發焦耳加热。接點動作異常或是有雜訊常常是電氣設備失效的主因。